# Tom Constanten
Tom Constanten (* 19. března 1944, Long Branch, New Jersey, USA) je americký klávesista, známý hlavně jako člen skupiny Grateful Dead v letech 1968–1970. Podílel se ale také například na albech skupin The Incredible String Band nebo Dark Star Orchestra.